# 前凱瑟爾施奈德山

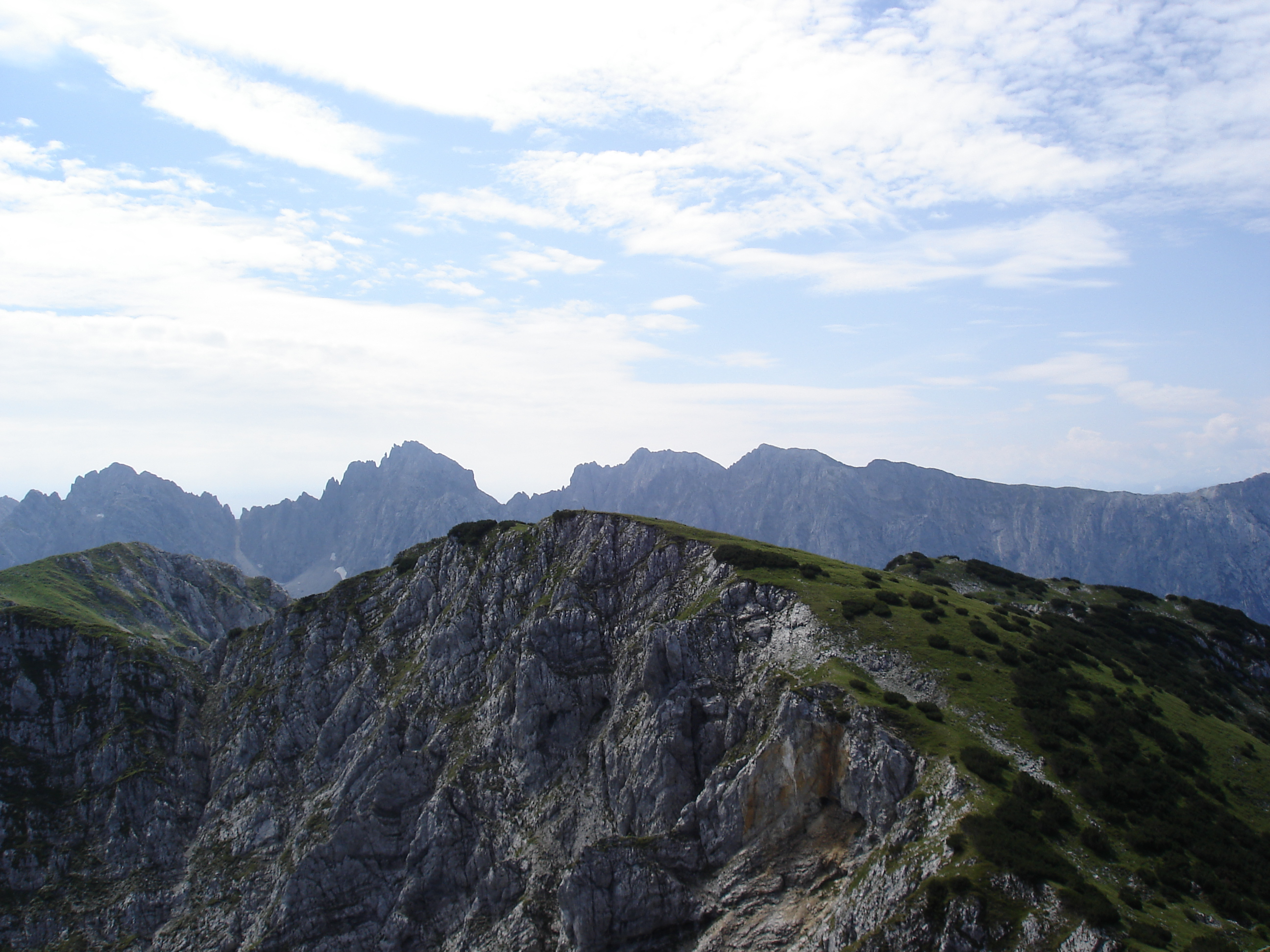

47°36′37″N 12°16′36″E / 47.61028°N 12.27667°E
前凱瑟爾施奈德山（德語：Vordere Kesselschneid），是奧地利的山峰，位於該國西部，由蒂羅爾州負責管轄，屬於皇帝山脈的一部分，距離松內克山4.5公里，海拔高度2,002米。